# Intertel
Intertel (voorheen de International Legion of Intelligence) is een vereniging voor mensen met een hoog IQ, opgericht in 1966, die openstaat voor personen die op of boven het 99e percentiel (top 1%) hebben gescoord op een van de verschillende gestandaardiseerde intelligentietests. Het wordt beschouwd als een van de opmerkelijke verenigingen met een hoog IQ die sinds het einde van de jaren zestig zijn opgericht, met strengere en exclusievere toelatingsvoorwaarden dan Mensa.

## Geschiedenis en doelstellingen
Intertel werd in 1966 opgericht door Ralph Haines in navolging van Roland Berrill en Lancelot Ware (oprichters van Mensa), die een vereniging wilden die was aangepast aan de behoeften van hoogbegaafden zonder enige specifieke toelatingsbeperking (met uitzondering van een minimum IQ). Intertel werd zo de tweede oudste organisatie van dit type, Mensa was de eerste.
De naam "Intertel" is afgeleid van International Legion of Intelligence, en de leden ervan staan nog steeds bekend als "Ilians".
De organisatie heeft drie doelstellingen, die in haar statuten staan vermeld:
- Het aanmoedigen van een zinvolle en duurzame intellectuele gemeenschap.
- Het bevorderen van een uitwisseling van ideeën over alle onderwerpen tussen personen over de hele wereld met een bewezen hoge intelligentie.
- Het helpen bij onderzoek naar zaken die betrekking hebben op hoge intelligentie.

## Organisatie en activiteiten
Intertel is verdeeld over zeven regio's, waarvan de meerderheid zich in Noord-Amerika bevindt. Regio VI, ook bekend als International, omvat leden uit de rest van de wereld.
Met meer dan 1.700 leden uit meer dan 40 landen publiceert Intertel tien keer per jaar het tijdschrift Integra, waaraan alle Ilians inhoud kunnen toevoegen. Daarnaast publiceren regiodirecteuren elk kwartaal regionale nieuwsbrieven en organiseren leden van de vereniging lokale activiteiten en uitwisselingen, naast regelmatige interactie via e-mail, online forums of videoconferenties. Elke zomer wordt er een jaarlijkse bijeenkomst gehouden.
In overeenstemming met een van de doelstellingen die in haar statuten zijn opgenomen, nemen de leden van Intertel ook deel aan onderzoek naar hoge intelligentie.
In 1978 stelde Intertel de internationale "Hollingworth Award" in ter nagedachtenis aan de bekende psychologe Leta Stetter Hollingworth, die gespecialiseerd was in onderzoek naar hoogbegaafde kinderen. Deze prijs werd minstens tot 1993 jaarlijks uitgereikt, eerst gesponsord door Intertel en daarna door de Intertel Foundation.